# Božidar Ševo
Božidar Ševo, bosansko-hercegovski general, * 5. januar 1918, † ?.

## Življenjepis
Leta 1941 se je pridružil NOVJ in KPJ. Med vojno je bil politični komisar več enot.
Po vojni je bil politični komisar brigade in divizije, pomočnik poveljnika za MPV divizije, vojaškega področja in armade.